# Григоренко-Пригода, Юрий Иванович
Юрий Иванович Григоренко-Пригода (28 сентября 1935 года, Харьков, Харьковская область, Украинская ССР, СССР — 8 ноября 2002 года, Харьков, Харьковская область, Украина) — советский и украинский альпинист, мастер спорта СССР по альпинизму и туризму (1966 год), «Снежный барс», инструктор-методист 1 категории. Двукратный чемпион СССР по альпинизму (1972 и 1973 года) за восхождения на Кавказе, трижды становился вторым призером чемпионатов СССР по альпинизму. Удостоен почетного знака Госкомспорта Украины «Первовосходитель».

## Биография
Юрий Иванович Григоренко-Пригода родился 28 сентября 1935 года в Харькове. Альпинизмом начал заниматься в 1956 году в альплагере «Накра» в Сванетии, Грузинская ССР. В 1960 году окончил школу инструкторов, после работал инструктором в альплагерях СССР и Украины и тренером на спортивных сборах. За свою жизнь совершил более 250 восхождений, из них более 20 – первовосхождения и первопрохождения по новым маршрутам 5-й и 6-й категорий сложности. 9 раз поднимался на семитысячники Тянь-Шаня и Памира (в том числе и на пик Коммунизма по южной стене). В 1998 году совершил восхождение на высочайшую вершину Северной Америки и США Мак-Кинли. Удостоен почетного знака Госкомспорта Украины «Первовосходитель», которым награждаются альпинисты, совершившие свыше 20 первовосхождений и первопрохождений по маршрутам 5-й и 6-й категорий сложности. Был неоднократным чемпионом и призером чемпионатов Украины по скалолазанию. Чемпион Украины 2000 года среди ветеранов-скалолазов старше 60 лет. Погиб из-за трагической случайности во время выполнения работ на промышленном объекте 8 ноября 2002 года в Харькове.

## Спортивные достижения

### Чемпионаты СССР по альпинизму
- 1970 год —  2-е место (технический класс), восхождение на вершину Чанчахи по центральному бастиону северной стены в составе команды альплагеря “Цей”: Ю. Григоренко-Пригода, В. Бахтигозин, Ю. Болижевский, В. Шумихин.
- 1972 год —  1-е место (технический класс), восхождение на южную вершину Ушбы 6 к.с. по северо-западной стене в составе команды альплагеря «Алибек»: Ю. Григоренко-Пригода, В. Бахтигозин, А. Вселюбский, В. Ткаченко, В. Шумихин.
- 1973 год —  1-е место (технический класс): восхождение на пик Шпиль (5497 м, Памир) 6 к.с. по северо-западной стене. Команда Украинского спорткомитета: Ю. Григоренко-Пригода, С. Бершов, А. Вселюбский, В. Сухарев, В. Ткаченко.